# (6175) Cori
(6175) Cori est un astéroïde de la ceinture principale.

## Description
(6175) Cori est un astéroïde de la ceinture principale. Il fut découvert le 4 décembre 1983 à l'Observatoire Kleť par Antonín Mrkos. Il présente une orbite caractérisée par un demi-grand axe de 3,19 UA, une excentricité de 0,21 et une inclinaison de 0,4° par rapport à l'écliptique.

## Compléments